# Owchūnak
Owchūnak (persiska: اوچونک, وچونَک, اُجُّنَک, وچانَک, وچینَک, اُچونَک) är en ort i Iran.   Den ligger i provinsen Teheran, i den centrala delen av landet, 70 km öster om huvudstaden Teheran. Owchūnak ligger 1 836 meter över havet och antalet invånare är 471.
Terrängen runt Owchūnak är huvudsakligen kuperad, men åt nordväst är den platt.Runt Owchūnak är det ganska glesbefolkat, med 23 invånare per kvadratkilometer. Närmaste större samhälle är Kīlān, 6,3 km väster om Owchūnak. Trakten runt Owchūnak består i huvudsak av gräsmarker.